# Речная Сельга
Речна́я Се́льга (карел. Vas′s′oi) — посёлок в составе Куйтежского сельского поселения Олонецкого национального района Республики Карелия.

## Общие сведения
Расположен на реке Мегрега.

## Население
| 2002 | 2009 | 2010 | 2013 |
| ---- | ---- | ---- | ---- |
| 277  | ↘233 | ↘143 | ↘134 |

## Улицы
- ул. Болотная
- ул. Лесная
- ул. Мегрозерская
- ул. Олонецкая
- пер. Олонецкий
- пер. Речносельский
- ул. Садовая
- ул. Трудовая
- ул. Школьная